# Dvorec Rotenturn
Dvorec Rotenturn stoji na robu mestnega jedra Slovenj Gradca. Nastal je iz obrambnega stolpa ob severozahodni strani nekdanjega mestnega obzidja. Danes je v dvorcu sedež Mestne občine Slovenj Gradec, dvorišče pa je prireditveni prostor.

## Zgodovina
Dvorec Rotenturn je nastal iz obrambnega stolpa, ki je bil prvič omenjen leta 1361. Stal je ob severozahodni strani nekdanjega mestnega obzidja na poslopju, kjer so se zadrževali deželnoknežji upravniki iz župnišča v Starem trgu. Stolp naj bi pomagal pri obrambi proti turškim vpadom, ki so se v bližini Slovenj Gradca odvijali med letoma 1473 in 1532, ter proti Madžarom, ki so mesto zasedali med letoma 1489 in 1491. V drugi polovici 15. stoletja je Ilija Schulthäuzinger, upravnik slovenjgraškega gospostva med letoma 1470 in 1483, stolp prezidal. Leta 1494 je stolp prešel v last Franceta Pragerja, ki ga je spremenil v utrjeno graščino. Ko so ob stolpu zgradili še prizidke in druga poslopja, sta se tja preselila središče in uprava mesta. Od leta 1542 se je dvorec imenoval Rotenturn po dveh bratih Rottenberg, ki sta bila v tem času njegova lastnika. Razvoj dvorca se je po letu 1595 upočasnil, saj se je središče gospostva preselilo v novo graščino, ki so jo zgradili na bližnjem griču Gradišče.
Sredi 18. stoletja je Rotenturn dobil današnjo obliko, ko je prešel v last družine Kulmer. Nad glavnim kamnitim portalom je izklesana letnica 1755, ki označuje zadnji večji prizidek. Po prenovi je izginil stolp, pred stavbo pa je nastalo dvorišče. Na kamnoseškem baročnem portalu je še danes grb grofov Kulmer. Zakonca Jožef Emerik baron Kulmer (1717–1790) in Julijana baronica Kulmer, rojena Hohnemer (1723–1768) sta imela v lasti tudi grad Jamnik pri Zrečah, dvorec Hartenštajn v Mislinjski Dobravi ter grad Valdek v Gornjem Doliču.
Od konca 18. stoletja ima dvorec arkadne hodnike in poznobaročno fasado. Leta 1988 so med prenavljanjem odkrili prvotne zidove srednjeveškega stolpa. Po prenovi je dvorec dobil današnjo podobo.

## Namembnost stavbe
Rotenturn je bil sprva obrambni stolp na severozahodni strani mestnega obzidja. Ko so stolp prenovili in zgradili nekaj prizidkov, se je leta 1494 v Rotenturn preselilo središče mestnega gospostva in tam ostalo do leta 1595. Nato je dvorec menjal več lastnikov in služil kot stanovanjska hiša. 
Med letoma 1901 in 1967 je v Rotenturnu delovala slovenska ljudska šola. Po tem, ko se je leta 1967 odprla osnovna šola Franja Vrunča Slovenj Gradec (danes Prva osnovna šola Slovenj Gradec), se je dvorec uporabljal kot skladišče za prometno signalizacijo, pogrebno opremo in zimsko službo. V prostorih so bili tudi drugi najemniki, med njimi izpitna komisija AMD, čebelarsko društvo in modelarski krožek.
Danes je v Rotenturnu sedež Mestne občine Slovenj Gradec. Dvorec se uporablja tudi v kulturne namene kot prireditveni prostor. Letno se na dvorišču dvorca odvija filmski festival SHOTS.